# Adugo
Adugo es un juego de tablero abstracto para dos jugadores, proveniente de la tribu bororo en la región pantanal de Brasil.
Es un juego de caza similar a los encontrados en el sudeste asiático y el subcontinente indio. Es muy similar al Komikan, Rimau, Rimau-rimau, Main Tapal Empat y Bagha Chall en el hecho de que todos usan un tablero basado en el del Alquerque. Adugo es en concreto un juego de cacería de tigres (o juego del tigre). El juego Komikan puede ser en realidad el mismo juego que Adugo. Komikan es el nombre dado por los mapuches en Chile.
En el Adugo, el jaguar caza a los perros. El jaguar (Panthera onca) es llamado "onça". Los perros son llamados "cachorros". El juego también es conocido como El Jaguar y los Perros.
Se cree que cuando los españoles trajeron el Alquerque a las Américas, el tablero de éste se adaptó para este juego.

## Equipo de juego
El tablero usado es un tablero de Alquerque expandido, con una sección triangular extra en uno de sus lados. Hay solo un jaguar y 14 perros. El jaguar es de color negro, y los 14 perros son de color blanco, sin embargo, cualesquiera dos colores o piezas distinguibles son las adecuadas. El tablero era originalmente trazado en el suelo con piedras como piezas.

## Reglas y desarrollo del juego
1. Al principio, el jaguar está en el punto central del tablero de Alquerque. Todos los perros están en la mitad del tablero de Alquerque opuesta a la sección triangular.
2. Los jugadores deciden con qué animal jugar. El jaguar mueve primero. Los jugadores alternan su turno. Se usa sólo una pieza para mover o capturar por turno.
3. El jaguar y los perros se mueven un espacio por vez por turno siguiendo las líneas en el tablero.
4. El jaguar puede capturar por un salto corto como en las Damas o el Alquerque. El jaguar salta sobre un perro adyacente, y aterriza del otro lado en línea recta, siguiendo el modelo del tablero.
5. Los perros no pueden capturarla.

## Objetivo
El jaguar intenta capturar por lo menos cinco perros a fin de estancar el juego; un estancamiento es la victoria para el jaguar.
Los perros tratan de rodear al jaguar, y bloquear sus movimientos. Esto significa la victoria para el jugador con los perros.